# Теремківська вулиця
Теремкі́вська ву́лиця — вулиця в Голосіївському районі міста Києва, житловий масив Теремки-І. Пролягає від Одеської площі та Кільцевої дороги до Жулянської вулиці (паралельно проспекту Академіка Глушкова).
Прилучаються вулиці Соломії Павличко та Атени Пашко.

## Історія
Вулиця виникла в 2-й половині XX століття під назвою Нова. Сучасна назва — з 1977 року, від місцевості Теремки, через яку вона проходить.